# Viermele galben de făină
Viermele galben de făină este forma larvară a gândacului de făină, Tenebrio molitor, o specie de gândac negru. Ca toate insectele holometabolice, gândacii trec prin patru etape de viață: ou, larvă, pupă și adult⁠(d). Larvele măsoară de obicei aproximativ 2,5 cm sau mai mult, în timp ce adulții sunt în general între 1,25-1,8 cm lungime.

## Reproducere
Gândacul de făină se înmulțește proliferativ. Împerecherea este un proces în trei etape: masculul urmărește femela, se urcă pe femelă și introduce aedeagus⁠(d) și, în final, injectează un pachet de spermă. După câteva zile, femela se îngroapă în pământ moale și depune ouă. De-a lungul vieții, o femelă va depune, în medie, aproximativ 500 de ouă. 
După patru până la 19 zile, ouăle eclozează. Mulți prădători vânează ouăle, inclusiv reptilele. 
În timpul stadiului larvar, viermele de făină se hrănește cu vegetație și insecte moarte și năpârlește între fiecare etapă larvară sau instar⁠(d) (de la 9 la 20 de etape). După năpârlirea finală devine pupă. Noua pupă este albicioasă și devine maro în timp. După 3 până la 30 de zile, în funcție de condițiile de mediu, precum temperatura, individul iese din pupă ca gândac adult. 

### Feromoni sexuali
A fost identificat un feromon sexual emanat de gândacii de făină de sex masculin. Consangvinizarea reduce atractivitatea semnalizării cu feromoni sexuali de către masculi. Femelele sunt mai atrase de mirosurile produse de masculii ne-consangvinizați decât de mirosurile produse de masculi consangvinizați. Reducerea capacității de semnalizare masculină se poate datora exprimării crescute a alelelor recesive homozigote cauzate de consangvinizare.

## Relația cu oamenii
Tenebrio molitor este adesea folosit pentru cercetarea biologică. Dimensiunea sa relativ mare, ușurința creșterii și manipulării și statutul de non-organism model îl face util în studii din domeniile biologiei de bază, biochimiei, evoluției, imunologiei și fiziologiei. 

### Ca dăunători
Viermii galbeni de făină au fost în general considerați dăunători, deoarece se hrănesc cu boabe stocate. Viermii își au probabil originea în regiunea mediteraneană, dar sunt acum prezenți în multe zone ale lumii, ca urmare a comerțului uman și colonizării. Cele mai vechi înregistrări arheologice ale viermilor de făină provin din Epoca Bronzului din Turcia. Înregistrările din insulele britanice și Europa de Nord sunt de la o dată ulterioară, iar viermii de masă sunt absenți în mod vizibil din descoperirile arheologice din Egiptul antic.

### Ca hrană pentru animale
Viermii galbeni de făină sunt de obicei folosiți ca hrană pentru animale de companie pentru reptile, pești și păsări. Aceștia sunt oferiți și păsărilor sălbatice, în special în timpul sezonului de cuibărit. Viermii galbeni de făină sunt utili datorită conținutului lor ridicat de proteine. De asemenea, sunt utilizați ca momeală de pescuit. 
Viermii sunt disponibili în comerț la vrac și sunt de obicei găsiți în containere cu tărâță sau fulgi de ovăz pentru mâncare. Crescătorii comerciali încorporează un hormon juvenil în procesul de hrănire pentru a menține viermii în stadiul larvar pentru a obține o lungime anormală de 2 cm sau mai mare.

### Ca aliment

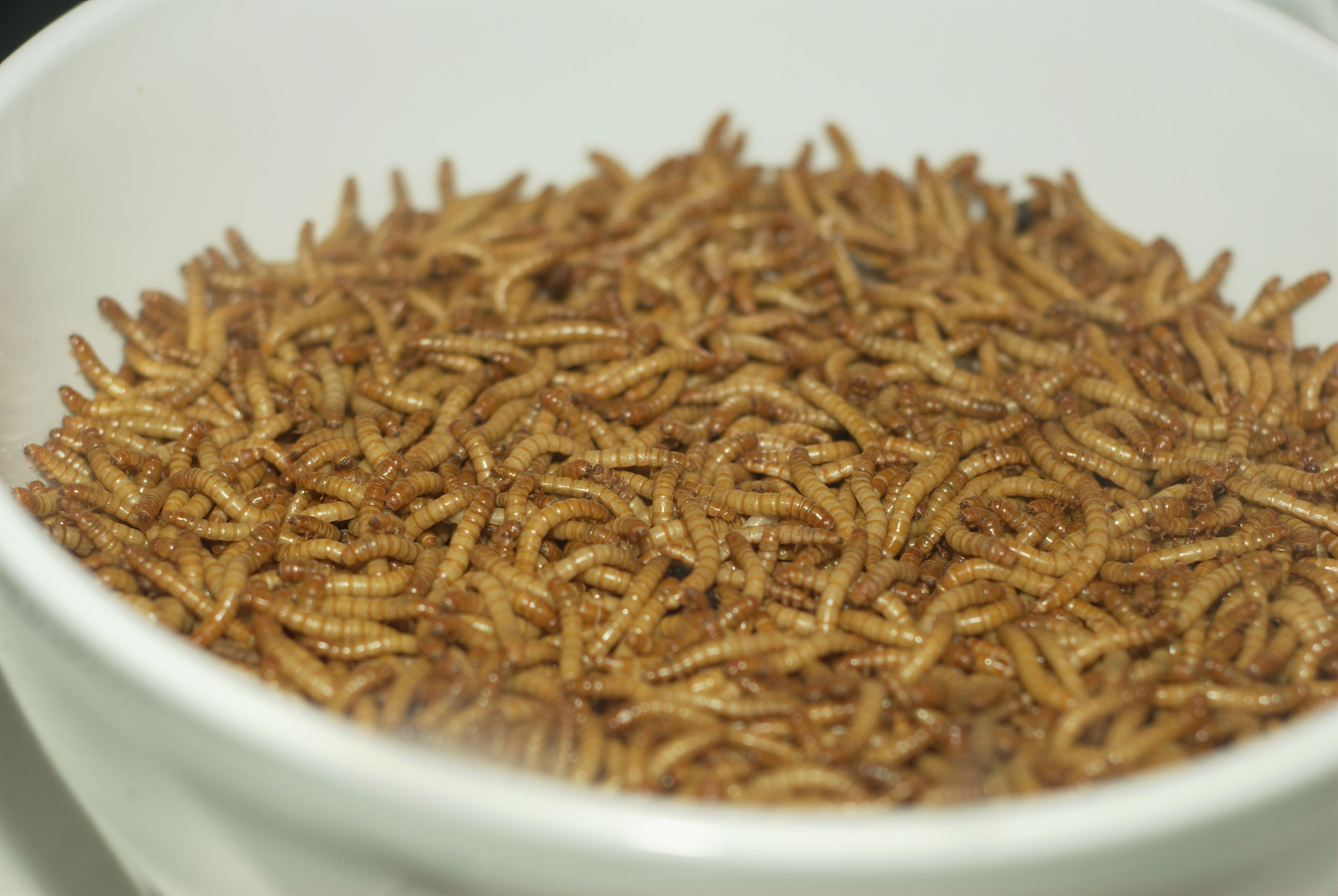
Viermi de făină într-un castron

Viermii galbeni de făină sunt comestibili pentru oameni și prelucrați în mai multe produse alimentare care conțin insecte, disponibile în comerțul cu amănuntul alimentar, precum burgeri de insecte. 
Istoric, viermii galbeni de făină au fost consumați în multe țări asiatice, în special în Asia de Sud-Est. Aceștia sunt frecvent întâlniți în piețele alimentare și vânduți ca alimente de stradă alături de alte insecte comestibile. Viermii galbeni de făină copți sau prăjiți au fost comercializați ca gustare sănătoasă în istoria recentă, deși consumul acestora există de secole. Ei pot fi ușor crescuți pe ovăz proaspăt, tărâțe de grâu sau cereale, cu felii de cartofi, morcovi sau mere ca sursă de umiditate. Spațiul redus care este necesar pentru creșterea viermilor de făină i-a făcut populari în multe părți din Asia de Sud-Est. 
Viermii galbeni de făină au fost încorporați în bomboane cu aromă de tequila. Aceștia nu sunt serviți în mod tradițional în tequila, iar „viermele tequila” din anumite tipuri de mezcal este de obicei larva moliei Hipopta agavis⁠(d). 
Larvele au un conținut semnificativ de nutrienți. În fiecare 100 de grame de larve de viermi proaspeți sunt conținute 206 calorii și între 14 și 25 de grame de proteine. Larvele conțin niveluri de potasiu, cupru, sodiu, seleniu, fier și zinc care rivalizează cu cele ale cărnii de vită. Viermii conțin și acizi linoleici esențiali. De asemenea, au un conținut mai mare de vitamine per greutate în comparație cu carnea de vită, fără a include B12.
Potrivit agenției UE pentru Siguranța Alimentelor, viermele galben de făină este sigur pentru consumul uman, iar statele membre UE au aprobat în mai 2021 propunerea Comisiei Europene de a utiliza aceste insecte drept aliment.

### În prelucrarea deșeurilor
În 2015, s-a descoperit că viermii de făină pot degrada polistiren în materie organică utilizabilă la o rată de aproximativ 34-39 miligrame pe zi. În plus, nu s-a constatat nicio diferență între viermii de făină hrăniți doar cu polistiren și viermii de făină hrăniți cu alimente convenționale, pe durata de o lună a experimentului. Microorganismele din interiorul intestinului viermilor sunt responsabile pentru degradarea polistirenului, iar viermii care au primit antibioticul gentamicină nu au prezintat semne de degradare. Coloniile izolate ale microbilor intestinali ai viermilor de făină s-au dovedit totuși mai puțin eficiente la degradare decât bacteriile din intestin. Încă nu s-au făcut încercări de a comercializa această descoperire. 

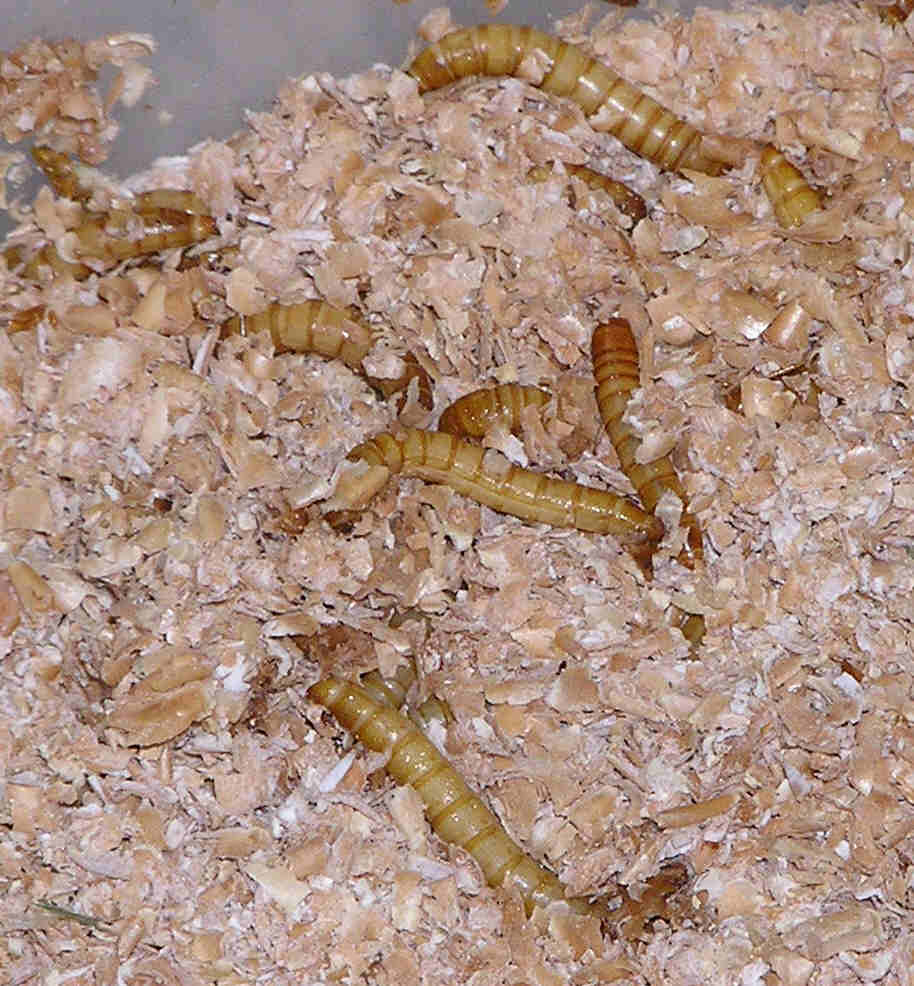
Pe tărâțe
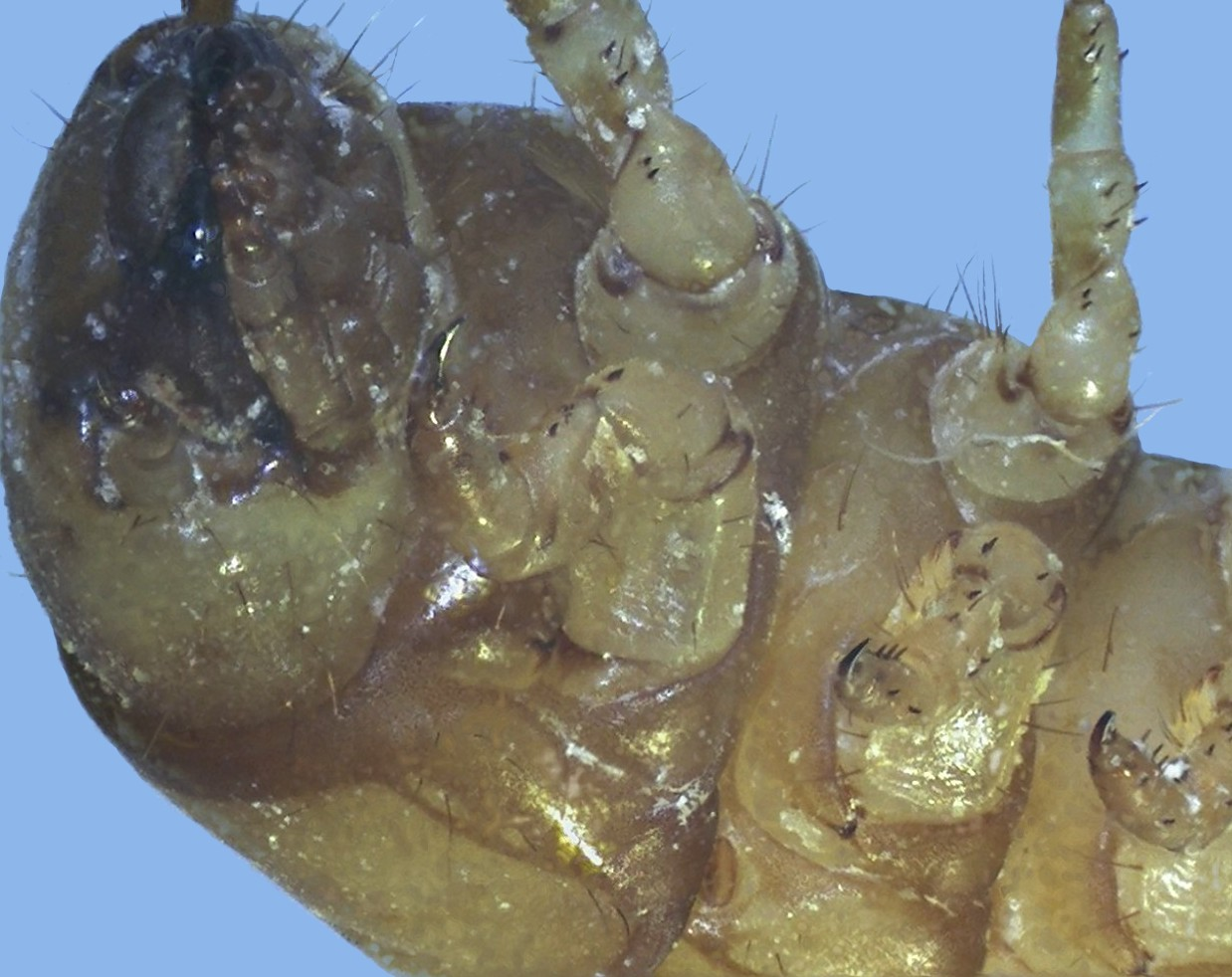
Detaliu
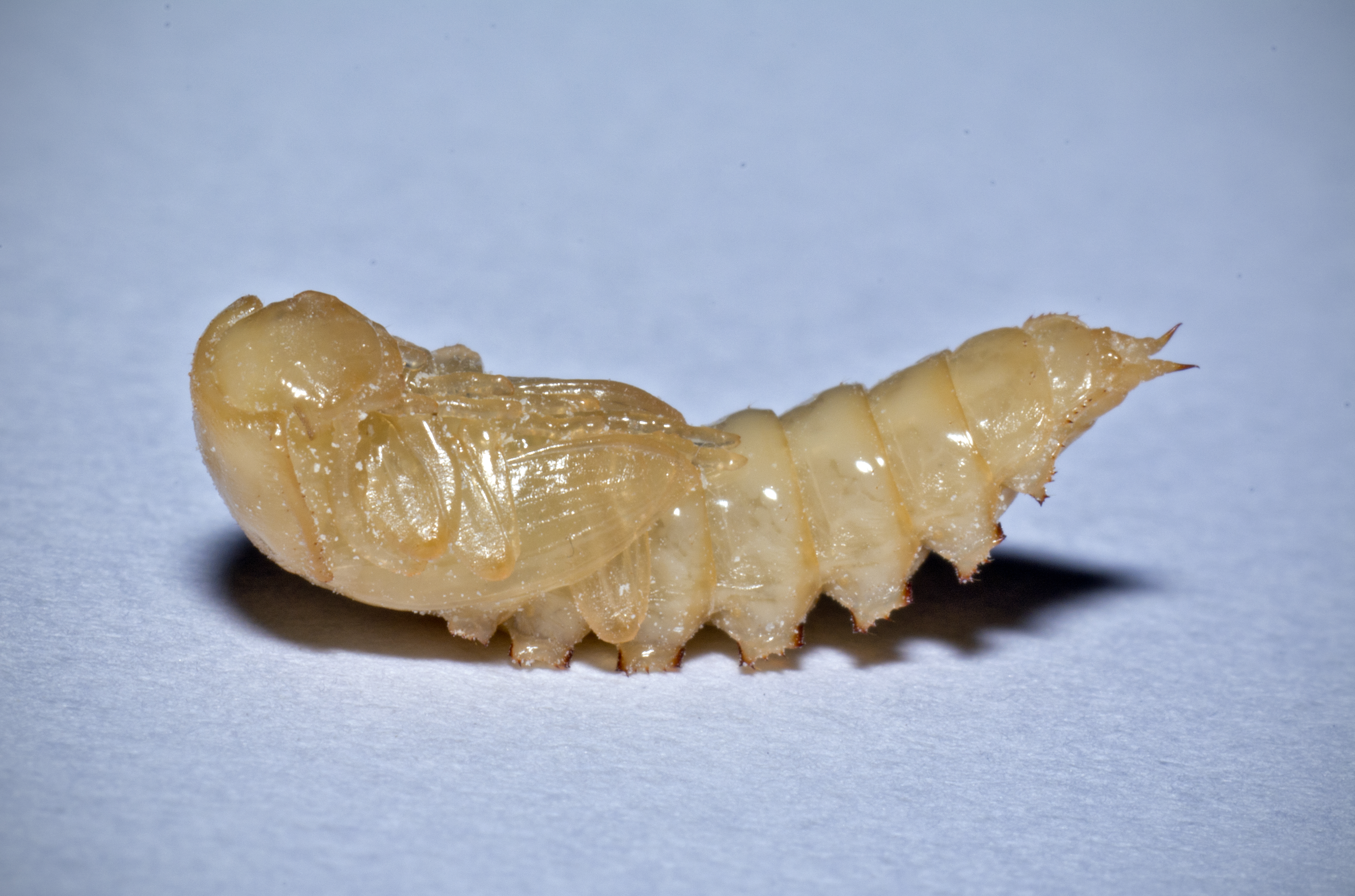
Pupă
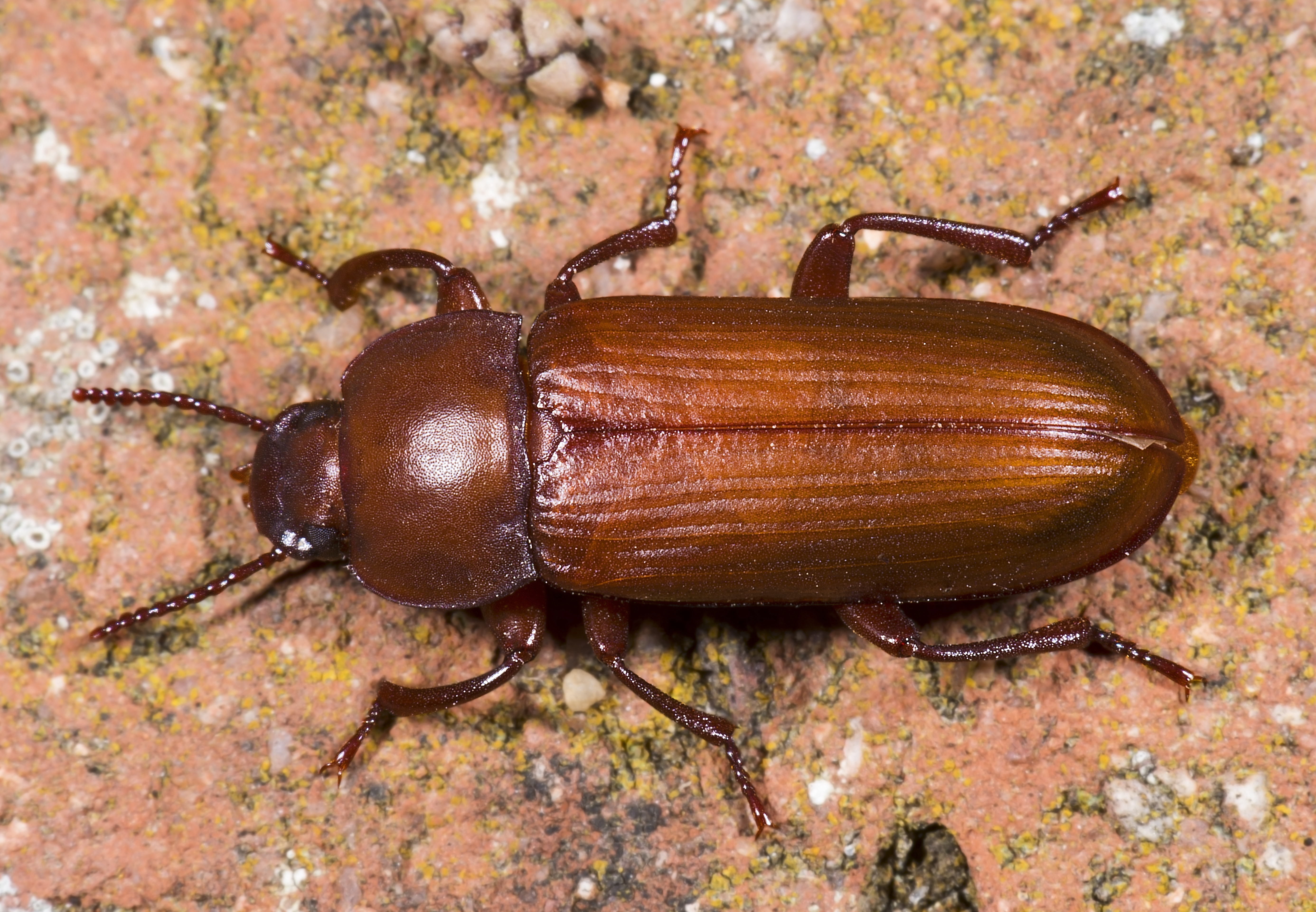
Adult tânăr
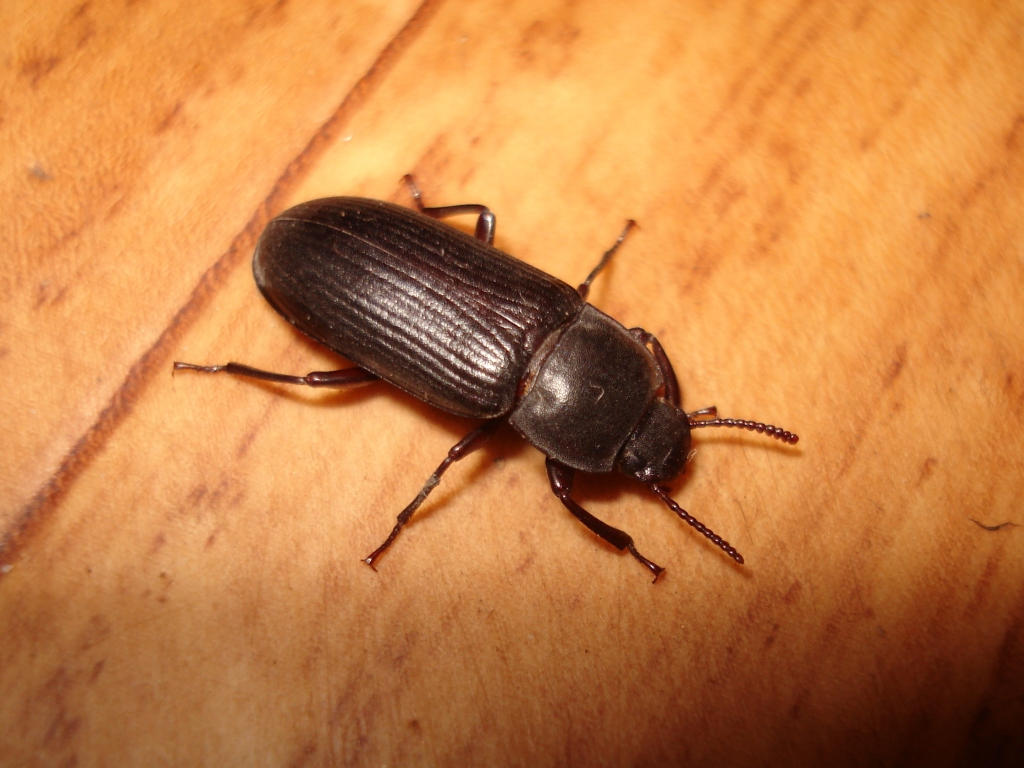
Adult matur